# Arcadio María Larraona y Saralegui
Arcadio María Larraona y Saralegui, C.M.F. (Oteiza de la Solana, 12 de novembre de 1877 — Roma, 7 de maig de 1973), religiós i jurista navarrès. L'any 1889 ingressa a la congregació claretiana d'Alagó (Saragossa), on cursa els estudis d'humanitats, completats a Cervera (Lleida). L'any 1903 fa la seva professió religiosa a Vic (Barcelona). L'any 1911 és ordenat sacerdot. Aquest mateix any, comença a Roma els estudis de dret canònic i civil a la Universitat Pontifícia de la Santa Creu, on es doctora en tots dos. Des de 1919 a 1959, ensenya dret romà a la Universitat Pontifícia Lateranense. L'any 1943 és nomenat sotssecretari de la Congregació de Religiosos i, l'any 1950, secretari. L'any 1959 és nomenat cardenal diaca dels Santi Biagio e Carlos ai Catinari pel papa Joan XXIII i, l'any 1961, penitenciari major de la Penitenciaria Apostòlica. L'any 1962 és nomenat prefecte de la Congregació de Ritus i president de la Comissió Preparatòria de Litúrgia del Concili Vaticà II. Aquest mateix any, és consagrat bisbe, amb el títol d'arquebisbe de Diocesarea in Isauria, a la catedral de Sant Joan del Laterà (Roma). L'any 1969 el papa Pau VI ho nomena  cardenal prevere del Sacro Cuore di Maria i, l'any 1973, camarlenc del Sacre Col·legi i prefecte emèrit de la Congregació de Ritus. És sepultat a la capella de Sant Josep Artesà de la basílica del Sagrat Cor Immaculat de Maria (Roma), de la qual era titular. Un carrer de Pamplona porta el seu nom.

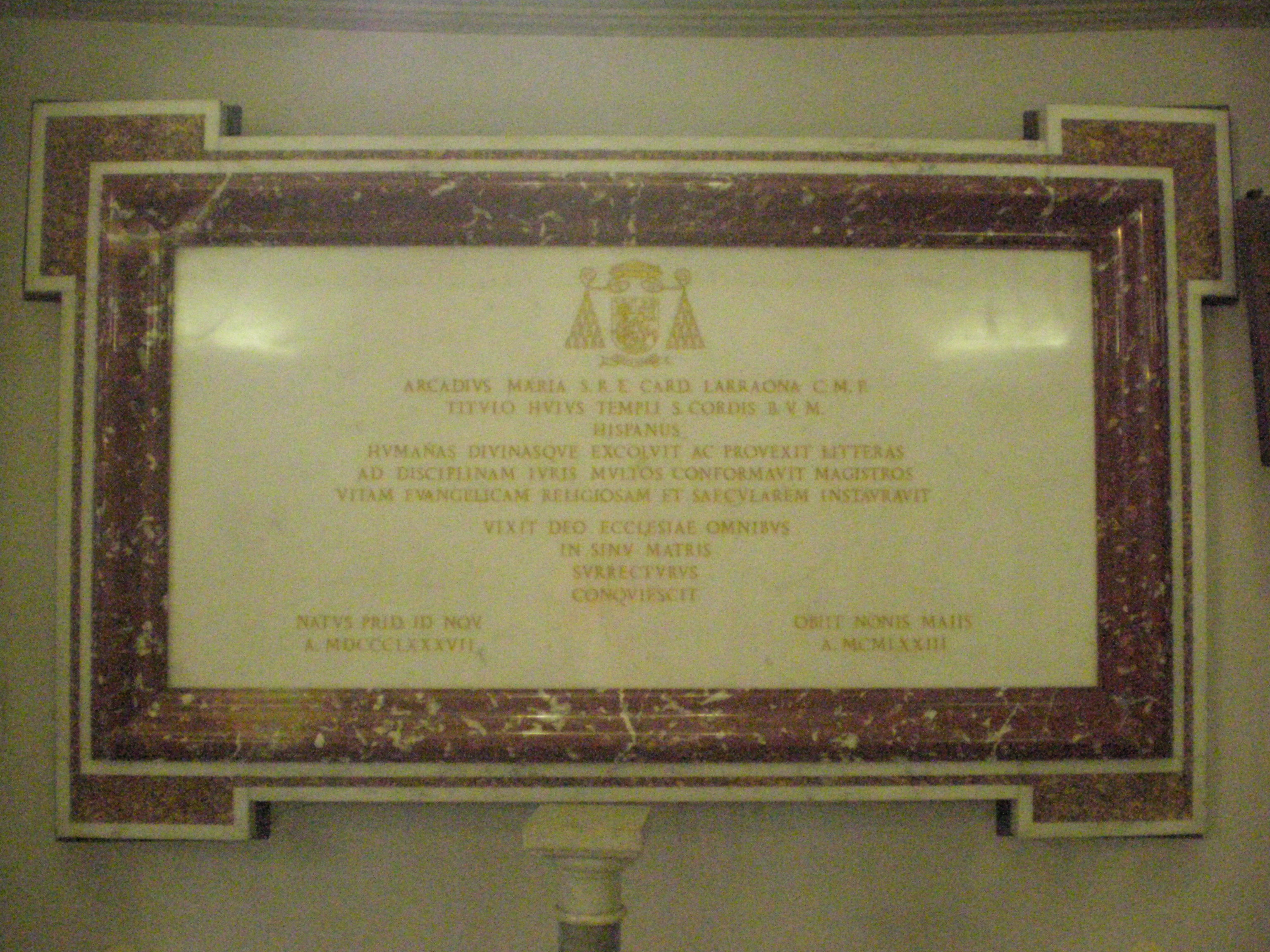
Lauda sepulcral del cardenal Larraona y Saralegui. Basílica del Sagrat Cor Immaculat de Maria (Roma).

## Honors i distincions
- Gran Creu d'Alfons X el Savi (1946)
- Gran Creu d'Isabel la Catòlica (1961)
- Gran Creu de Sant Ramon de Penyafort (1965)
- Fill Predilecte de Navarra (1965)